# Lampernisse
Lampernisse é uma pequena vila e deelgemeente belga pertencente ao município de Diksmuide, província de Flandres Ocidental. Em 1 de Janeiro de 2007, tinha 198 habitantes e uma área de 13,62 km². Até 1971, foi município autónomo, tendo nessa data se unido ao de Pervijze e em 1977 ao de Diksmuide.

Lampernisse, no município de Diksmuide.

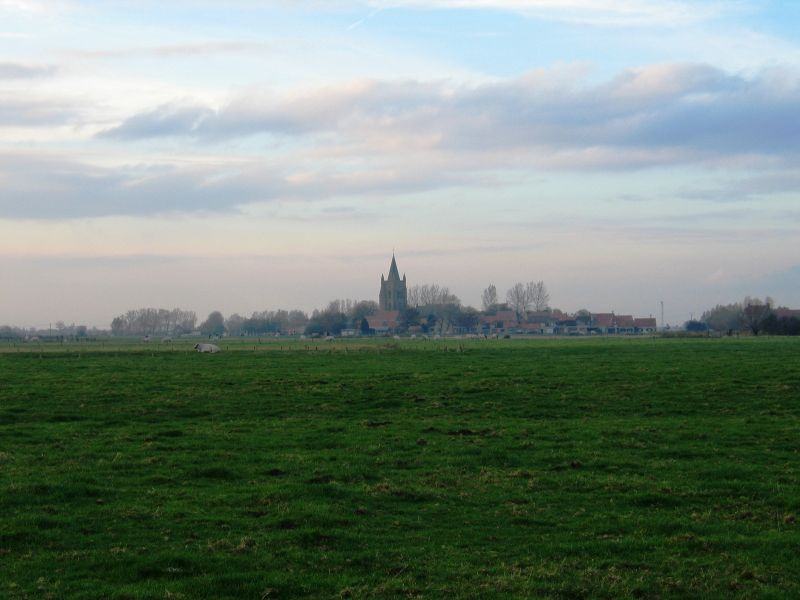
Vista de Lampernisse.

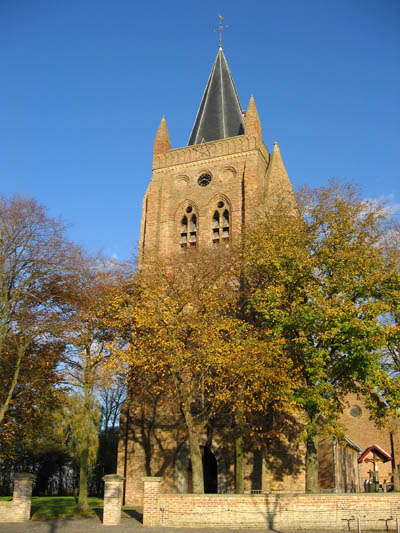
Igreja de Lampernisse